# Praveen Jordan
Praveen Jordan, né le 26 avril 1993 à Bontang (Indonésie), est un joueur indonésien de badminton professionnel spécialiste du double mixte.

## Biographie
En 2013, il a été associé à Vita Marissa, remportant ensemble plusieurs tournois internationaux.
En 2014, il a eu une nouvelle partenaire Debby Susanto et ils ont remporté la médaille de bronze aux Jeux asiatiques de 2014.
En 2016, il a remporté leur premier l'open d'Angleterre 2016 en battant Joachim Fischer Nielsen et Christinna Pedersen.
Il a participé aux Jeux olympiques d'été de 2016 mais a perdu en quarts de finale.
En 2020, il remporte son deuxième titre à l'open d'Angleterre. avec Melati Daeva Oktavianti (en), ils ont battu Dechapol Puavaranukroh (en) et Sapsiree Taerattanachai (en) en finale.
En 2022, il a participé aux championnats d'Asie 2022. Il atteint les demi-finales et remporte une médaille de bronze.